# 銀洲 (大埔區)
銀洲（英語：或作）是香港的一個島嶼，地區行政上屬於大埔區。它位於海下灣對開海面，屬於海下灣海岸公園。銀洲上並沒有居民居住。